# Arminco
Arminco (Armenian Internet Company) ist der größte Internetdienstanbieter in Armenien.
Arminco wurde 1992 gegründet und spielt seitdem eine Schlüsselrolle im IT-Sektor Armeniens. Das Unternehmen bietet eine Palette von Internet-Dienstleistungen an, darunter  Hosting, Internetzugang via Wifi und GSM (Smartphones) sowie E-Mail-Accounts. Es ist mit der Armenia Telephone Company verbunden, die aktuell noch ein Monopol für die Datenübertragung von und nach Armenien besitzt.